# Mali Hadomți, Berdîciv
Mali Hadomți (în ucraineană Малі Гадомці) este un sat în comuna Zakutînți din raionul Berdîciv, regiunea Jîtomîr, Ucraina.

## Demografie
Componența lingvistică a localității Mali Hadomți
     Ucraineană (99,12%)
     Alte limbi (0,88%)
Conform recensământului din 2001, majoritatea populației localității Mali Hadomți era vorbitoare de ucraineană (99,12%), existând în minoritate și vorbitori de alte limbi.